# Tone (folyó, Japán)
A Tone folyó (利根川; Tonegava; Hepburn: Tonegawa) Japán második leghosszabb folyója. Kantó régióban található. Hossza 322 km, vízgyűjtő területének nagysága 16 840 km². A helybeliek Bandó Taró (坂東太郎) néven emlegetik: a „Bandó” a Kantó régió régies elnevezése, míg a „Taró” az elsőszülött fiúk gyakori utóneve.
A Tone forrása az Óminakami-hegyen (大水上山) található, amely Gunma és Niigata prefektúrák határán fekszik. A folyó a Csiba prefektúra területén fekvő Csósi város (銚子市) közelében ömlik a Csendes-óceánba. Az Edo folyó a Tone folyóból ágazik el, és a Tokiói-öbölben éri el a Csendes-óceánt.
A Tone legjelentősebb mellékfolyói az Agacuma, a Vatarasze, a Kinu, az Omoi és a Kokai folyók.

## Története
A folyó régebben megzabolázhatatlan természetéről volt nevezetes, a nagyobb áradások rendszeresen megváltoztatták a folyását, éppen ezért a folyómeder történetének feltárása elég nehézkes.
A folyó eredetileg a Tokiói-öbölbe torkollott és egyes mellékfolyói, mint pl. a Vatarasze és a Kinu, saját vízgyűjtő-rendszerrel rendelkeztek.  A 17. században kiterjedt munkálatok kezdődtek a rendszeres áradások megfékezésére és a folyami hajózás lehetővé tételére. A folyó jelenlegi folyását a Meidzsi-kor során határozták meg, a holland Anthonie Rouwenhorst Mulder mérnök segítségével.

## Szerepe
A Tone folyó egészen a 19. századig, a vasutak elterjedéséig igen fontos közlekedési útvonal volt. Ezt követően vesztett ugyan jelentőségéből, de a folyamszabályozás során számos gátat és víztározót építettek a folyón, amely ma többmillió embernek szolgáltat ivóvizet és vízenergia segítségével elektromos áramot Tokió körzetében.

## Képek

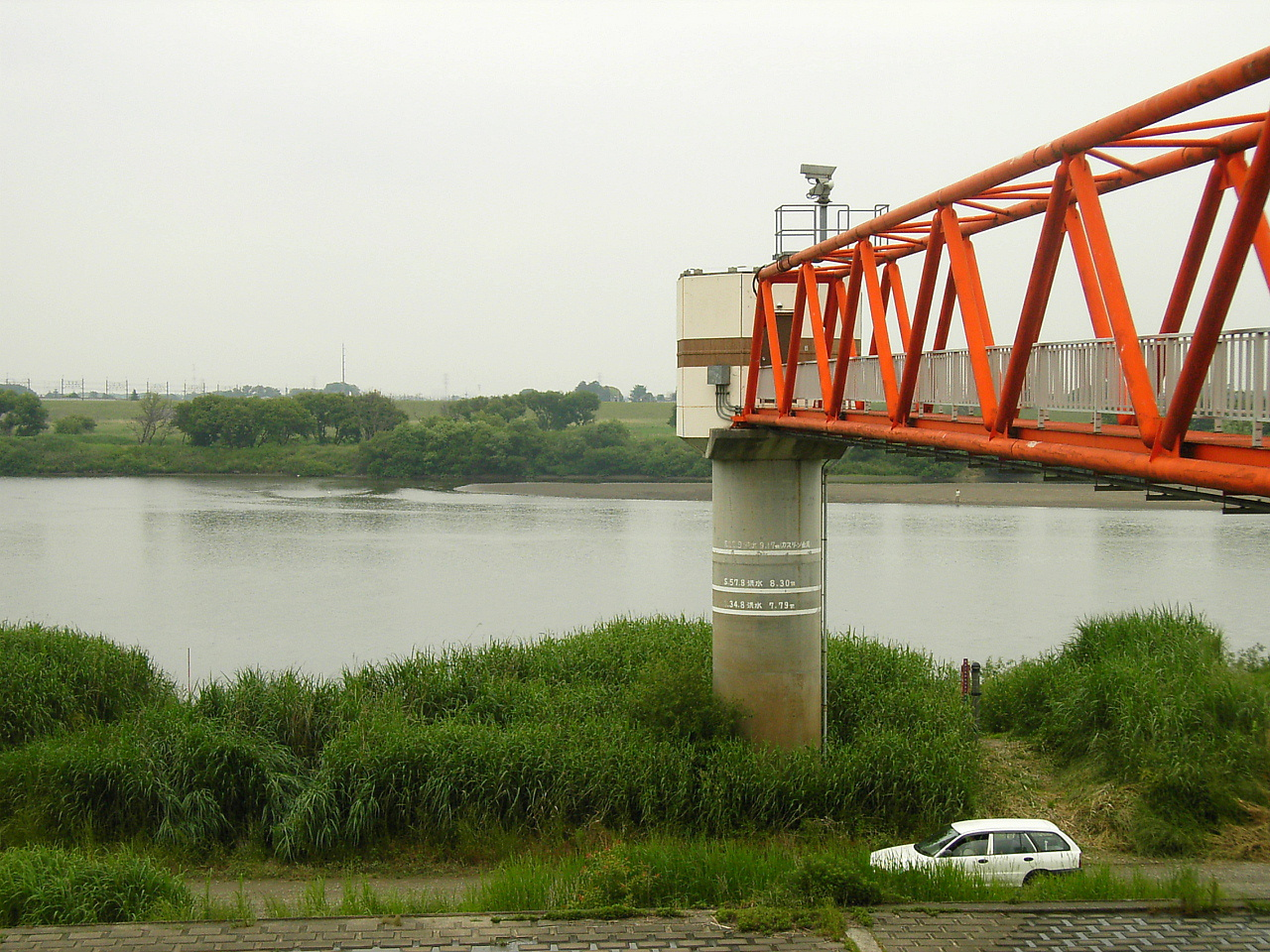
Kurihasi Vízszintmérő Állomás
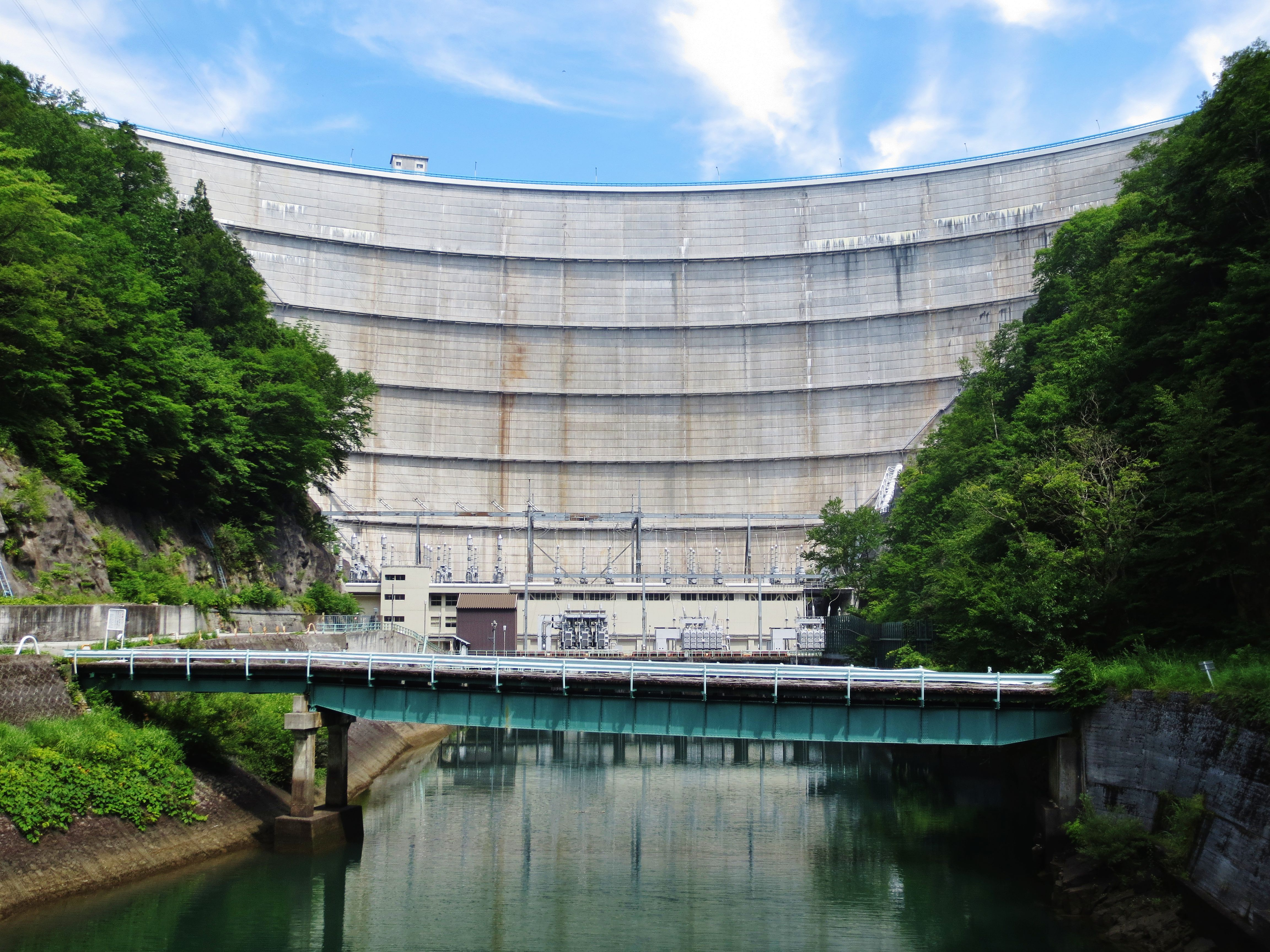
A Jagiszava gát
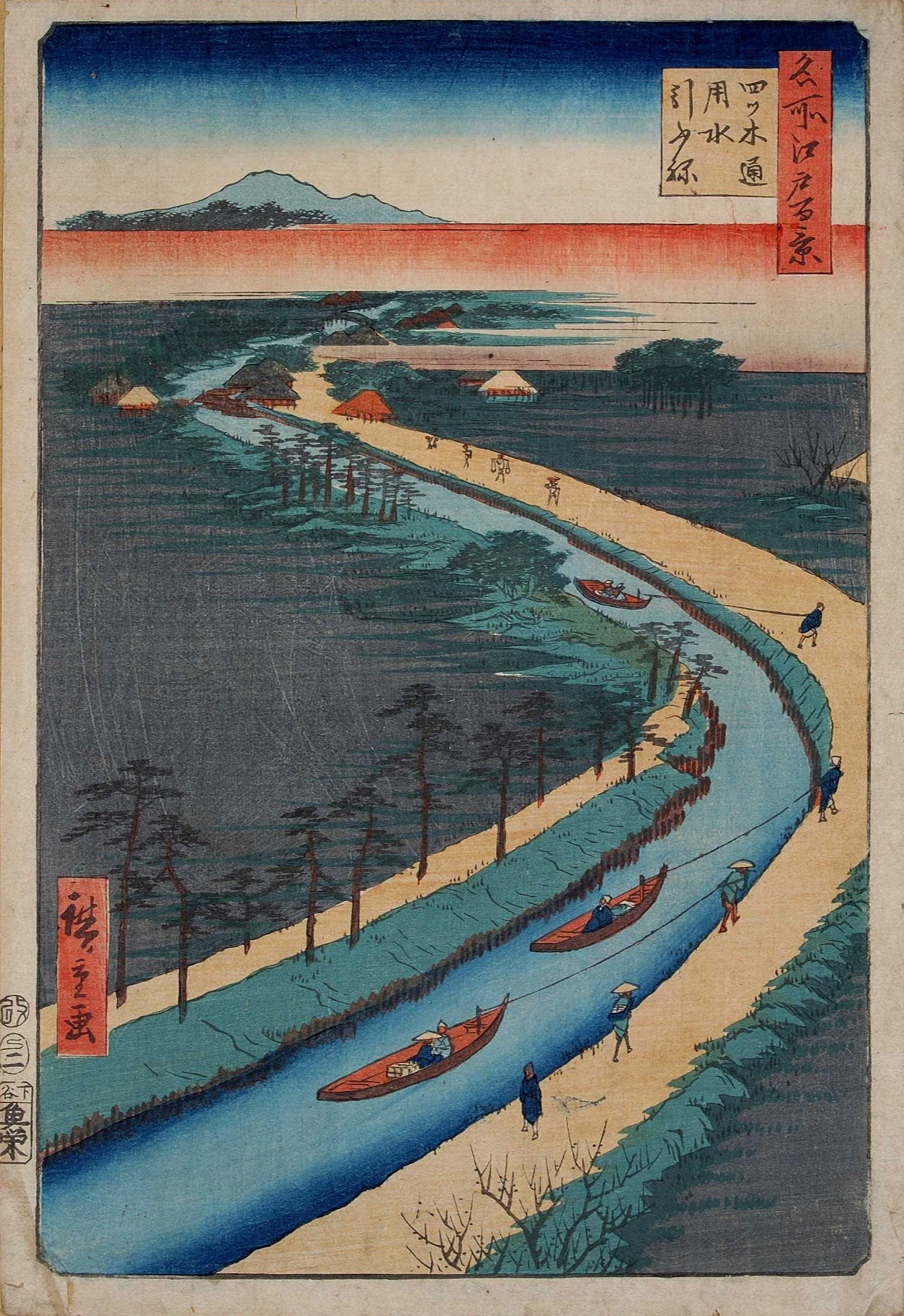
A Tone egyik csatornája Utagava Hirosige fametszetén

## Fordítás
- Ez a szócikk részben vagy egészben  a   Tone River című angol Wikipédia-szócikk fordításán alapul.  Az eredeti cikk szerkesztőit annak laptörténete sorolja fel. Ez a jelzés csupán a megfogalmazás eredetét és a szerzői jogokat jelzi, nem szolgál a cikkben szereplő információk forrásmegjelöléseként.